# El Rastro (Venezuela)

El Rastro, oficialmente conocido como San Nicolás de Bari de El Rastro, es una población y parroquia del estado Guárico, ubicada en el municipio Francisco de Miranda, en los Llanos Altos Centrales de Venezuela. Fundada el 23 de enero de 1807 como parroquia civil y, días después, como parroquia eclesiástica, su fundador no se conoce con certeza, aunque se cree que el padre Santiago de Zuloaga y Rubio fue quien registró el acta de fundación. La localidad cuenta con una población de 3.788 habitantes y está situada a 107 m s. n. m..
Se encuentra a 16 km de Calabozo y está conectada a esta ciudad a través de la carretera Troncal 2. La población se distingue por su proximidad al embalse Guárico, una obra importante tanto en su época como en la actualidad. A pesar de estar semi escondida entre chaparrales y árboles de mango, la localidad tiene una relevancia local, gracias a su ubicación estratégica y su vínculo con la actividad agrícola de la región.

## Historia
Una de las familias fundadoras de este pueblo son los Hurtados, quienes participaron en la guerra de independencia. Cuenta la leyenda que Simón Bolívar, en uno de sus
recorridos, pasó por este pueblo, razón por la que se le confiere el nombre El Rastro. El 9 de agosto de 1780 el obispo Martí autorizó la construcción de la capilla San Nicolás de Bari en honor del santo patrono de don Nicolás Hurtado Mújica.

## Geografía

### Relieve
El relieve de El Rastro es plano, aunque cuenta con ciertas ondulaciones con árboles espaciados por grandes extensiones cubiertas de gramíneas y zonas boscosas. La ciudad se encuentra a 120 metros sobre el nivel del mar.

### Clima
El clima es el propio de la región de los llanos venezolanos, con una temperatura promedio anual de 27,4 °C; con estación seca desde diciembre hasta marzo. Tiene una pluviosidad anual de 1.476 mm, muy concentrada durante la época de sol alto (abril a octubre).

### Hidrografía
Dentro de la cuenca hidrográfica del Orinoco, El Rastro se encuentra ubicado en una meseta no lejos del río Tiznados y sus afluentes. Dentro de los límites de la parroquia se encuentra parte del embalse del río Guárico, Popularmente conocido como La represa de Calabozo.

## Iglesia San Nicolás de Bari
Esta edificación es de gran significación histórica para la
comunidad de El Rastro, no sólo por ser la única iglesia católica de la localidad, sino también por ser una de las más
antiguas de la zona, pues se estima que su construcción data del siglo XIX, aunque en 1980 se le realizaron algunas intervenciones restaurativas.
Su cubierta de madera y tejas es a dos aguas y las
tres puertas de acceso, principales y laterales, son de madera. Sus pisos son de terracota y sus muros fueron construidos en tapia, aunque fueron frisados posteriormente.
En cuanto a la configuración del espacio interior, la iglesia está compuesta de tres naves, y la central está apoyada sobre columnas circulares. Posee una torre de campanario con una cubierta a cuatro aguas, que se encuentra alineada en la fachada principal, en el lado de la epístola.